# Rhuis
Rhuis é uma comuna francesa na região administrativa de Altos da França, no departamento de Oise. Estende-se por uma área de 2,7 km². Em 2010 a comuna tinha 146 habitantes (densidade: 54,1 hab./km²).